# Shinbutsu shūgō

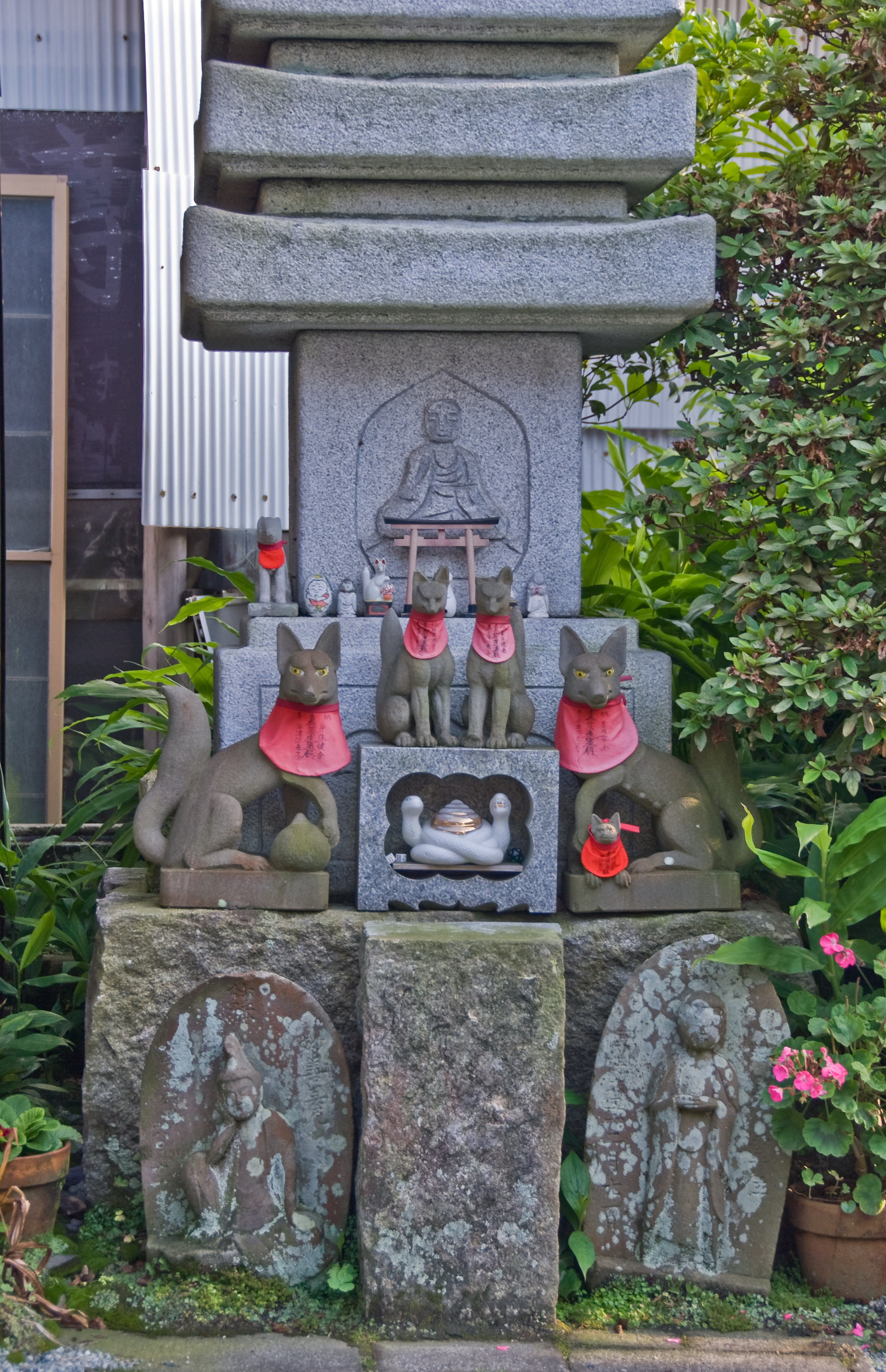
Renards sacrés et kami Inari shinto, un torii, une tō (pagode de pierre) et des figurines bouddhistes ensemble au Jōgyō-ji de Kamakura.

Le shinbutsu shūgō (神仏習合, littéralement « syncrétisme des kamis et bouddhas »), aussi appelé shinbutsu konkō (神仏混淆, littéralement « mélange ou contamination des kamis et des bouddhas »), terme qui a cependant une connotation négative d'abâtardissement et de caractère aléatoire, désigne le syncrétisme du bouddhisme et du culte des divinités shintō qui est la religion du Japon jusqu'à l'ère Meiji. Quand le bouddhisme est introduit depuis la Chine à la fin de la période Asuka (VIe siècle), plutôt que de rejeter le vieux système de croyances, les Japonais tentent de le concilier avec le nouveau, en supposant que les deux sont vrais. En conséquence, les temples bouddhistes (寺, tera) sont attachés aux kamis des sanctuaires shinto locaux (神社, jinja) et réciproquement, et consacrés à la fois aux kamis et à Bouddha. La religion native et le bouddhisme venu de l'étranger ne se fondent jamais vraiment mais restent cependant intimement liés dès l'origine jusqu'à nos jours, et toujours en interaction. La profondeur de l'influence du bouddhisme sur les croyances religieuses natives se remarque par exemple dans le fait qu'une grande partie du vocabulaire conceptuel shintō et même les types des sanctuaires shintō contemporains, avec une importante salle de culte et des images religieuses, sont eux-mêmes d'origine bouddhique,. Une séparation du bouddhisme et du shintoïsme (shinbutsu bunri) a été instaurée à la fin du XIXe siècle, sous l'ère Meiji, mais, à bien des égards, le mélange des deux se poursuit.
Le terme shinbutsu shūgō lui-même est inventé à l'époque moderne (XVIIe siècle) afin de désigner la fusion des kamis et des bouddhas en général, par opposition à des courants spécifiques au sein du bouddhisme qui font de même, par exemple le shintō Ryōbu et le shintō Sannō.

## Assimilation du bouddhisme

### Débat sur la nature du shinto
Il n'y a pas d'accord entre les spécialistes quant à l'étendue exacte de la fusion entre les deux religions.
Selon certains chercheurs, par exemple Hirai Naofusa au Japon et Joseph Kitagawa aux États-Unis, le shintoïsme, qui est la religion indigène du Japon, a existé en tant que telle de façon continue depuis la préhistoire et se compose de tous les rituels et croyances japonaises particulièrement façonnés par l'histoire du Japon de la Préhistoire à nos jours. Le terme « shinto » lui-même est inventé au VIe siècle afin de différencier la religion locale plus ou moins organisée du bouddhisme importé.
Le point de vue opposé appartient à l'historien japonais Toshio Kuroda (et ses partisans) qui, dans un article célèbre (« Le shintō dans l'histoire de la religion japonaise », publié en anglais en 1981), fait valoir que le shintō comme religion indépendante naît seulement à l'époque moderne après avoir émergé au Moyen Âge comme une ramification du bouddhisme,. Le principal argument de Kuroda est que le shintō en tant que religion distincte est une invention des idéologues nationalistes japonais de l'ère Meiji (voir le paragraphe Les deux religions après l'ordre de séparation ci-dessous). Il montre comment la formalisation par l'État des rituels kamis et le classement par l'État des sanctuaires shintō au cours de l'époque de Heian ne sont pas des manifestations de l'émergence du shintō comme religion indépendante, mais un effort pour expliquer les croyances locales en termes bouddhistes. Il dit aussi que, s'il est vrai que les deux caractères pour « shinto » apparaissent très tôt dans les documents historiques, par exemple dans le Nihon Shoki, cela ne signifie pas que le shintō d'aujourd'hui existait déjà en tant que religion parce les caractères étaient à l'origine utilisés comme nom pour désigner le taoïsme ou même la religion en général. En effet selon Kuroda, de nombreuses caractéristiques du shinto, par exemple le culte des miroirs et des épées ou la structure même du Ise-jingū (le site le plus saint et le plus important du shinto) sont typiques du taoïsme. Le terme « shinto » dans les anciens textes ne fait donc pas nécessairement référence à quelque chose d'uniquement japonais.
Toujours selon ce point de vue, l'apparition du shintō comme religion autonome est progressive et commence à se manifester déjà avec le shintō Yoshida de Yoshida Kanetomo. Le terme « shinto » commence à être utilisé avec une signification actuelle de culte des kamis seulement plus tard au cours de l'époque d'Edo. À la même époque, les théoriciens du Kokugaku comme Motoori Norinaga essayent de le séparer du bouddhisme intellectuel, préparant le terrain à partir de la scission définitive de la restauration de Meiji.
Selon le premier point de vue, les deux religions sont déjà formées et indépendantes au moment de leur première rencontre et par la suite coexistent simplement, n'entretenant que des échanges non essentiels. Selon la seconde hypothèse, le bouddhisme lorsqu'il rencontre les croyances locales aux kamis japonais, produit effectivement le shintoïsme d'aujourd'hui,,,.

### Processus d'assimilation
La fusion du bouddhisme avec le culte local des kamis commence dès l'arrivée du premier au Japon comme l'indique la phrase de Mononobe no Okoshi : « Le kami de notre terre sera offensé si nous adorons un kami étranger. »
En d'autres termes, Mononobe voit le Bouddha comme un autre kami, et non pas comme un dieu étranger, peut-être d'une nature différente du sien. Les kamis étrangers sont appelés banshin (蕃神, « dieux barbares ») ou busshin (仏神, « dieux bouddhistes »), et sont compris comme étant plus ou moins semblables aux kamis locaux. Au départ donc, le conflit entre les deux religions est de nature politique et non religieuse puisqu'il s'agit d'une lutte entre le progressif clan Soga qui veut une perspective plus internationale du pays, et le conservateur clan Mononobe qui veut le contraire.
Le bouddhisme n'est pas passif dans le processus d'assimilation mais est lui-même prêt à assimiler et à être assimilé. Au moment où il arrive au Japon, il est déjà syncrétique, après avoir adapté et s'être fusionné avec d'autres religions et cultures en Inde, en Chine et dans la péninsule coréenne. Par exemple, alors qu'il est en Inde il a déjà absorbé les divinités hindoues comme Brahma (Bonten en japonais) et Indra (Taishakuten). Quand il arrive au Japon, il a déjà une disposition à produire les dieux combinatoires que les Japonais appellent shūgōshin (習合神, « dieux syncrétiques »). La recherche des origines d'un kami dans les écritures bouddhistes est considérée comme allant de soi.
Toutefois, si les moines ne doutent pas de l'existence des kamis, ils les considèrent certainement inférieurs à leur bouddhas. Les dieux hindous ont déjà été traités de manière analogue : ils sont considérés comme non éclairés et prisonniers du saṃsāra. Les prétentions à la supériorité des bouddhistes rencontrent des résistances et les moines essayent de les surmonter en intégrant délibérément les kamis dans leur système. Pour ce faire, plusieurs stratégies sont développées et mises en œuvre. Le processus de fusion est généralement divisé en trois étapes.
La première articulation de la différence entre les idées religieuses japonaises et le bouddhisme ainsi que le premier effort pour concilier les deux sont attribués au prince Shōtoku (574-622), et les premiers signes que les différences entre les deux visions du monde commencent à devenir manifestes aux Japonais en général apparaissent à l'époque de l'empereur Temmu (673-686). En conséquence, l'une des premières tentatives pour concilier le shintō et le bouddhisme a lieu au cours du VIIIe siècle au cours de l'époque de Nara par la fondation des jingū-ji (神宫寺), c'est-à-dire « sanctuaires-temples », complexes comprenant à la fois un sanctuaire et un temple,. 
L'inclusion dans un sanctuaire d'objets religieux bouddhistes vient de l'idée que les kamis sont des êtres perdus qui ont besoin de la libération par la puissance du bouddhisme. Les kamis sont alors supposés être soumis au karma et à la réincarnation comme le sont les êtres humains, et les anciennes légendes bouddhiques racontent comment la tâche d'aider les kamis qui souffrent relève de l'action des moines errants. Au cours de ses pérégrinations, quelque kami local apparaît en rêve au moine et lui parle de ses problèmes. Afin d'améliorer le karma du kami au moyen de rites et de lectures de sutras, le moine construit un temple à côté du sanctuaire déjà existant du kami. De tels regroupements sont créés dès le VIIe siècle, par exemple à Usa, Kyūshū où le kami Hachiman est vénéré avec Miroku Bosatsu (Maitreya). La construction de temples auprès de sanctuaires entraîne la création de complexes « temple-sanctuaire », qui accélère effectivement le processus de fusion des deux religions. En conséquence de cette création, de nombreux sanctuaires qui jusqu'alors étaient des sites en plein air conformément à la tradition, deviennent des regroupements de bâtiments à la façon bouddhiste.
À la fin du même siècle, dans ce qui est considéré comme la deuxième étape de la fusion, le kami Hachiman est déclaré divinité-protectrice du dharma et un peu plus tard, bodhisattva lui-même. Des sanctuaires qui lui sont consacrés commencent à être construits dans les temples (appelés « temple-sanctuaire »), marquant une importante étape en avant dans le processus de fusion des cultes des kamis et des cultes bouddhistes. Quand est construit le Grand Bouddha du Tōdai-ji à Nara, dans l'enceinte du temple, est également érigé un sanctuaire pour Hachiman, selon la légende à cause d'un souhait exprimé par le kami lui-même. Hachiman considère cet hommage comme une récompense pour avoir aidé son temple à trouver les mines d'or et de cuivre dont sont issus les métaux dont est faite la grande statue. Après cela, tous les temples du pays adoptent un kami tutélaire (chinju (鎮守/鎮主).

### ThéorieHonji suijaku
La troisième et dernière étape de la fusion a lieu au IXe siècle avec le développement de la théorie honji suijaku (本地垂迹) selon laquelle les kamis japonais sont des émanations de bouddhas, de bodhisattvas ou de devas qui se mêlent aux êtres humains pour les conduire sur la voie bouddhiste. Cette théorie est la clef de voûte de l'ensemble de l'édifice shinbutsu shūgō et donc le fondement de la religion japonaise pendant de nombreux siècles. À cause de cela, la plupart des kamis se transforment d'esprits potentiellement dangereux, qui doivent être améliorés par contact avec la loi bouddhique, en émanations locales de bouddhas et de bodhisattvas qui possèdent une sagesse qui leur est propre. Les bouddhas et les kamis sont désormais d'indissociables jumeaux.
Mais le statut de kami change radicalement selon la secte. À une extrémité se trouvent les penseurs de la secte shingon shintō Ryōbu, qui considèrent les kamis et les bouddhas équivalents en puissance et en dignité. Cependant, tous les kamis ne sont pas des émanations de certains bouddhas. Quelques-uns, souvent appelés jitsu no kami (実神, « vrais kamis »), généralement dangereux et en colère, n'ont pas d'équivalents bouddhistes. Ce sont des créatures appelées tengu ou des animaux possédant des pouvoirs magiques comme le renard ou le tanuki. Même ces « vrais kamis » impies et inférieurs attirent l'attention des penseurs du shintō Ryōbu ce qui a abouti à des théories où ils sont déclarés être des manifestations de Dainichi Nyorai et d'Amaterasu.
À l'extrême opposé se trouvent les sectes amidistes Jōdo (Jōdo shū ; Jōdo shinshū), qui renoncent plus ou moins aux kamis. Ce n'est cependant pas parce qu'ils n'existent pas, mais plutôt parce qu'ils ne sont pas les égaux des bouddhas et que leur culte ne peut donc que leur être inférieur. L'opinion générale entre les deux est favorable aux kamis mais, en fin de compte, les considère inférieurs.

### Shinbutsu kakuri
Les deux religions ne fusionnent cependant jamais complètement et, tout en se chevauchant ici et là, gardent leur identité particulière dans le cadre de relations difficiles et en grande partie non systématisées et tendues. Cette relation existe entre kamis et bouddhas particuliers plutôt qu'entre deux systèmes. Les deux sont toujours perçus comme des entités parallèles mais distinctes. À côté du shinbutsu shūgō, il existe toujours une séparation continue.
En fait, l'expression shinbutsu kakuri (神仏隔離, isolation des kamis du bouddhisme) dans la terminologie bouddhiste japonaise renvoie à la tendance qui existe au Japon de tenir certains kamis éloignés du bouddhisme. Alors que certains kamis sont intégrés dans le bouddhisme, d'autres (ou parfois le même kami dans un contexte différent) sont tenus systématiquement éloignés du bouddhisme. Ce phénomène a des conséquences importantes pour la culture japonaise dans son ensemble. Il ne doit pas être confondu avec le shinbutsu bunri (« séparation des kamis et des bouddhas ») ou avec le haibutsu kishaku (« Abolissez le bouddhisme et détruisez Shākyamuni »), qui sont des phénomènes récurrents dans l'histoire du Japon et le plus souvent dus à des causes politiques. Alors que le premier suppose l'acceptation du bouddhisme, le deuxième et le troisième s'y opposent résolument.
La pratique a en tout cas d'importantes conséquences, parmi lesquelles la prévention de l'assimilation complète du culte des kamis dans le bouddhisme. Par ailleurs, l'interdiction du bouddhisme au Ise-jingū et aux Kamo-jinjas leur permet de développer librement leurs théories sur la nature des kamis.

## Histoire

### Avant l'arrivée du bouddhisme (avant 552)
Comme l'entrée du bouddhisme dans la culture japonaise est contemporaine de l'adoption de l'écriture chinoise, première écriture utilisée au Japon, il existe peu de données historiques relatives aux rites religieux japonais avant la rencontre du Japon et du bouddhisme. Les quelques indices de cette période ne se trouvent que dans des passages spécifiques dans les œuvres de l'historiographie chinoise comme le Weizhi de l'an 297.

### Période Asuka (552-710)
Au cours de la période Asuka, les rapports de forces politiques au Japon se transforment et évoluent à partir d'un réseau organisé de façon assez imprécise — quoi qu'antagoniste — entre clans, vers une forme de gouvernement centralisé calquée sur le modèle des dynasties Sui et Tang de la Chine impériale, avec une capitale comme siège d'une gestion centralisée et un détenteur unique du pouvoir à son sommet, le tennō. En conséquence, le processus de création de l’État intègre également la pratique chinoise de soutien des religions et des philosophies qui, outre le bouddhisme par exemple, intègre aussi le confucianisme.
Ainsi, l'intégration progressive du bouddhisme dans le nouvel État japonais est-elle soutenue, même par les dirigeants séculaires du Japon, en favorisant financièrement la construction des jingū-ji (神宮寺, « sanctuaire-temple ») par exemple. Toutefois, ces mesures sont dès le début ambivalentes, comme le montre la politique de l'empereur Temmu qui promeut le bouddhisme tout en désignant le Ise-jingū site central du culte des ancêtres impériaux, sanctuaire où prévaut un puissant tabou vis-à-vis du bouddhisme. Il y a aussi des souverains qui rejettent catégoriquement le bouddhisme comme cela est encore clairement le cas durant le règne de l'empereur Shomu au cours de l'époque de Nara.
En même temps, les bouddhistes sont strictement tenus éloignés des fonctions séculaires. Les membres de la noblesse et même l'empereur doivent abandonner leurs positions et leurs privilèges (insei), s'ils veulent entrer dans la vie monastique.
Pour répandre la nouvelle doctrine au Japon, le bouddhisme s'adapte très vite aux croyances existantes et les englobe dans son propre corpus. Des concepts tels que le deva sont assimilés aux ten japonais ((zh)) comme aussi aux kamis ((zh)) et aux jingi (神祇, « dieux »). D'autre part, les bouddhas et bodhisattvas sont considérés par les prêtres de la religion locale comme « kamis étrangers ».

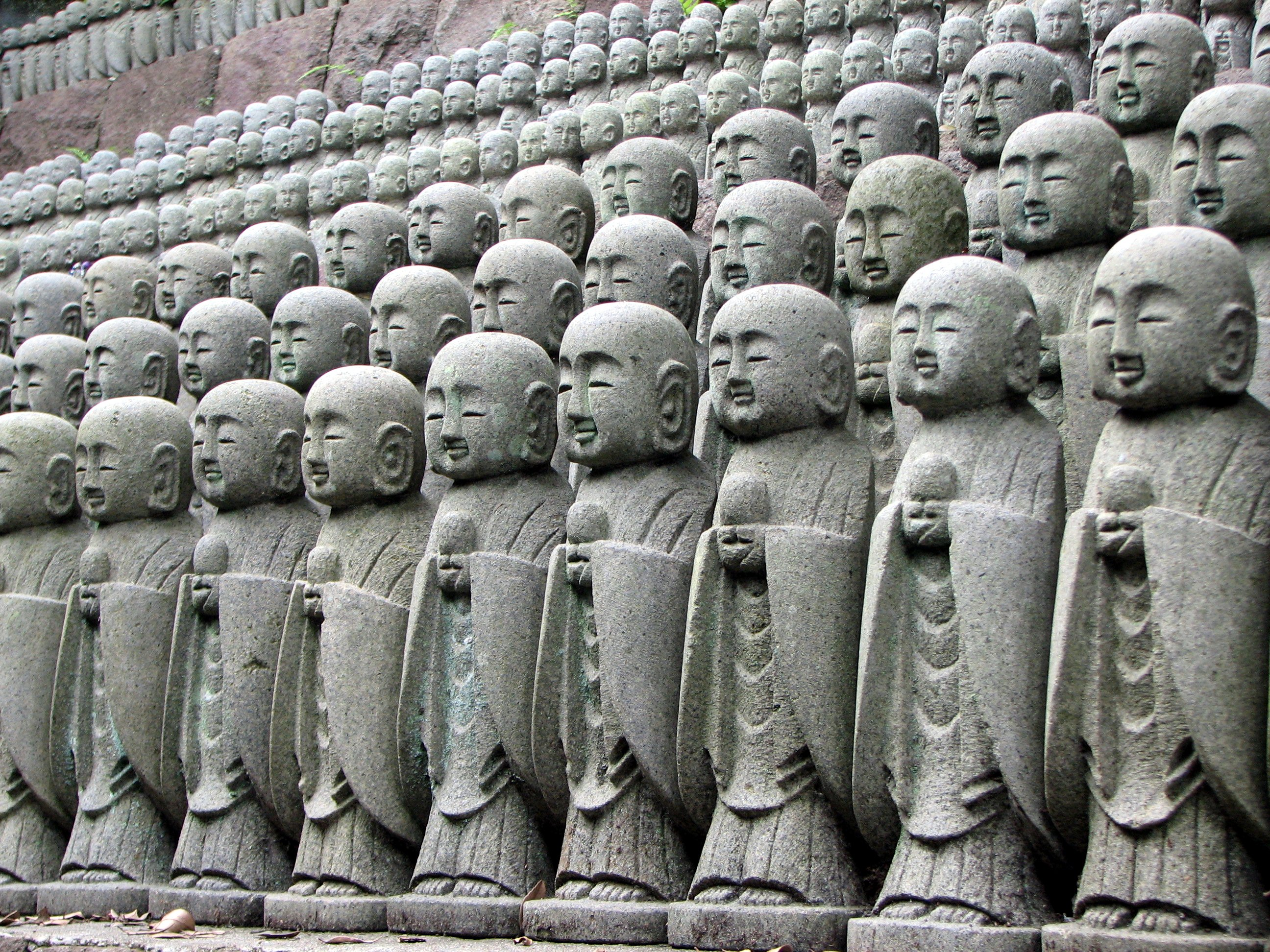
Statues par Jizō, un bodhisattva populaire, en particulier dans le contexte des rites funéraires japonais.

Le bouddhisme peut combler une lacune religieuse, en particulier en ce qui concerne le culte des morts. Dans les pratiques populaires japonaises en effet, la mort et tout ce qui s'y rapporte est considéré comme impur pendant de nombreux siècles et donc laissé de côté. Le bouddhisme, avec son complexe système de théories et de rituels après la mort, offre un ajout bienvenu au culte des ancêtres de chaque clan. À cet égard, le culte des proches décédés ainsi que des kamis et du Bouddha lui-même, est un culte très populaire, car la mort d'une personne est identifiée à son entrée au nirvana.

### Époque de Nara (710-794)

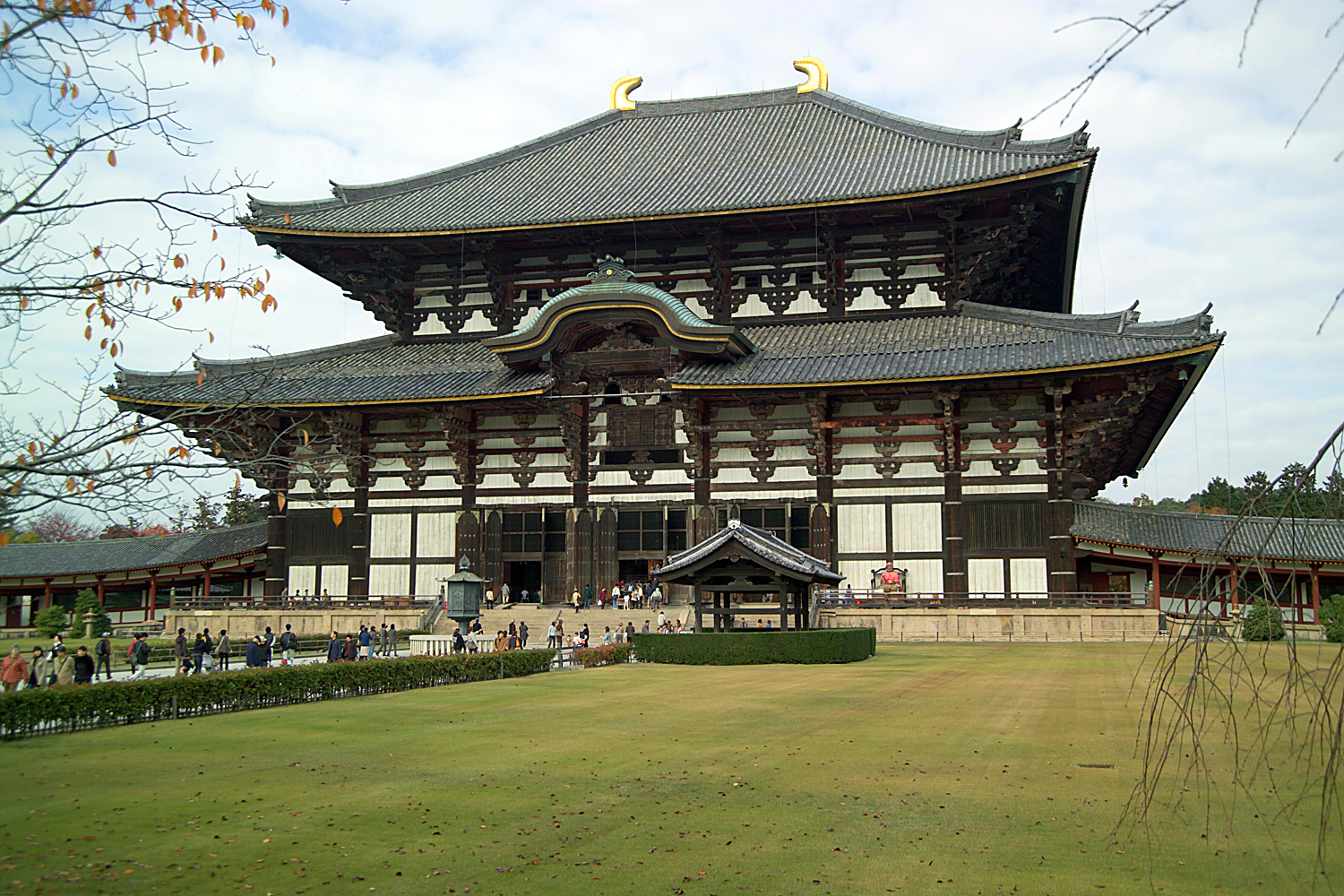
Le Tōdai-ji, construit sur l'ordre de l'empereur Shōmu en 745 est à l'époque de Nara le centre spirituel du bouddhisme au Japon.

Durant l'époque de Nara, des deux points de vue généraux les plus répandus au sujet de la relation entre le bouddhisme et les kamis, l'un les considère comme objets de vénération, l'autre comme instruments de prosélytisme :
- les kamis sont au Japon comme des dharmapala indigènes, qui conservent sans contestation leur statut divin et, pourtant, dans le même temps peuvent être honorés avec des sutras ;
- les kamis sont des êtres souffrants, parce qu'il y a dans la nature enchevêtrée du samsara (selon la vision des devas dans les six destinées), le désir d'une rédemption par le concept bouddhiste de l'illumination, c'est-à-dire qu'ils doivent être convertis par l'enseignement du Bouddha.

En fonction de la nature locale des croyances religieuses, en particulier dans le cadre des structures du pouvoir séculier (voir Ujigami), l'un des deux aspects est souligné. Bien que tous deux impliquent d'une manière positive les rites locaux dans le système de croyance bouddhiste, la priorité est donnée aux principes fondamentaux du bouddhisme. Étant donné que la diffusion du bouddhisme au cours des époques d'Asuka et de Nara se limite essentiellement aux cercles aristocratiques de la société japonaise (l'exception la plus célèbre est le document de travail du moine Hossō Gyōki (668-749 ; 行基), cela implique une soumission implicite contraire à la piété populaire, ce qui ne pose pas de problème pratique.
C'est la divinité Hachiman en particulier qui est au centre d'une appréciation théologique différente et constitue jusqu'à l'époque de Nichiren, le réformateur bouddhiste, un élément clé de la relation entre le bouddhisme et le shintoïsme d'une part, et l'État et la religion d'autre part.

### Époque de Heian (794-1185)
À l'époque de Heian, le siège du gouvernement est finalement déplacé de Heijō-kyō (Nara) à Heian-kyō (Kyōto), ce qui permet aux pouvoirs séculiers de s'éloigner géographiquement des influents monastères de Nara. L'existence de temples bouddhistes à Heian-kyō est initialement autorisée uniquement en dehors des limites de la ville.
Quelques années plus tard apparaissent deux grandes écoles qui se réclament du Mahayana et du bouddhisme tantrique : le Tendai-shū, fondé vers 806 par Saichō sur la base du Tiantai zong et particulièrement encouragé par l'empereur Kammu, et le Shingon-shū, fondé vers 807 par Kūkai et soutenu par l'empereur Saga. À la différence des écoles des périodes d'Asuka et de Nara, les deux écoles ont la volonté de répandre leurs doctrines parmi les masses — même si celles-ci viennent au second rang après l'aristocratie comme cible de leurs efforts. Il semble y avoir à cette époque une nette tendance à propager les traités bouddhistes à caractère essentiellement mythique et narratif (説話, setsuwa) non seulement en chinois, écriture savante jusque-là incontestée, mais aussi en japonais.
Cette conception de la propagation nécessite une nouvelle analyse théorique des traditions religieuses en général, de telle façon qu'il soit possible de les intégrer au sein même des concepts bouddhistes en surmontant les contradictions antérieures, ce qui équivaut à mettre kamis et bouddhas ou bodhisattvas sur un pied d'égalité.
Cette évolution est favorisée par les possibilités élargies de représentations religieuses. L'emblématique art bouddhique du bouddhisme ésotérique représenté par les écoles Tendai et Shingon, est à l'époque de Heian un moyen populaire de donner pour la première fois aux kamis jusque-là restés pour la plupart du temps invisibles, un visage et une forme (habituellement également anthropomorphiques), qui ne se généralise cependant qu'à l'époque de Kamakura.

#### Leskamiscomme bouddhas et bodhisattvas
L'égalité des kamis avec les bouddhas et les bodhisattvas se fait dans le cadre du honji suijaku setsu (本地垂迹説), à savoir : « théorie des formes originales et des traces manifestes ». Cette théorie, développée pour la première fois dans le Tendai-shū, soutient que certains kamis sont en réalité des bouddhas ou des bodhisattvas qui prennent cette forme dans le but de convertir et de racheter l'homme sur la terre.
À l’origine, la distinction théorique dans le bouddhisme vient du hon (chinois 本 běn, racine originale, ou « l’enseignement de Bouddha et ses manifestations ») et du ji ou japonais shaku (chinois 迹 jī, « l'image, la piste ou la tradition [de l'enseignement du Bouddha] ») de la tentative du bouddhiste chinois Sengzhao (374-414 ; 僧肇) de transposer dans le bouddhisme par le concept de běnjī (chinois 本迹 běnjī « [unité de l’original] et de l'image » ; jap. honjaku) les vues néotaoïstes sur la stricte distinction entre le monde et les formes de la vérité dans un domaine absolu et de plus de valeur. Sengzhao tient cette distinction pour factuellement donnée mais autocontradictoire au sens strict.
Cette terminologie est adoptée par le fondateur du Tiantai, Zhiyi (538-597) et devient partie intégrante de la théorie de son école (par exemple, pour distinguer ou identifier la nature métaphysique du Bouddha et la figure historique de Siddhartha Gautama et l'absolu dharma et les enseignements du Bouddha historique, voir trikaya et upaya). Cette terminologie entre également dans celle du Tendai-shū où s'opère apparemment un changement de sens du terme honshaku vers honji (本地), incarnation fondamentale et originale d'un bouddha ou bodhisattva comme kami, contrairement aux manifestations temporaires.
Le Shingon-shū ainsi que de nombreux sanctuaires shintō acceptent finalement ce concept et le propagent souvent comme honji-suijaku (本地垂迹), en posant que si un kami spécifique diffère seulement en apparence d'un bouddha ou d'un bodhisattva, c'est qu'il lui est en fait identique. Si dans certains cas cette identification paraît trop extrême, il est toujours possible d'attribuer au kami concerné le titre de « gongen » (権現, « manifestation temporaire »), comme cela se produit pour les kamis des Kumano-jinja des monts Kii.

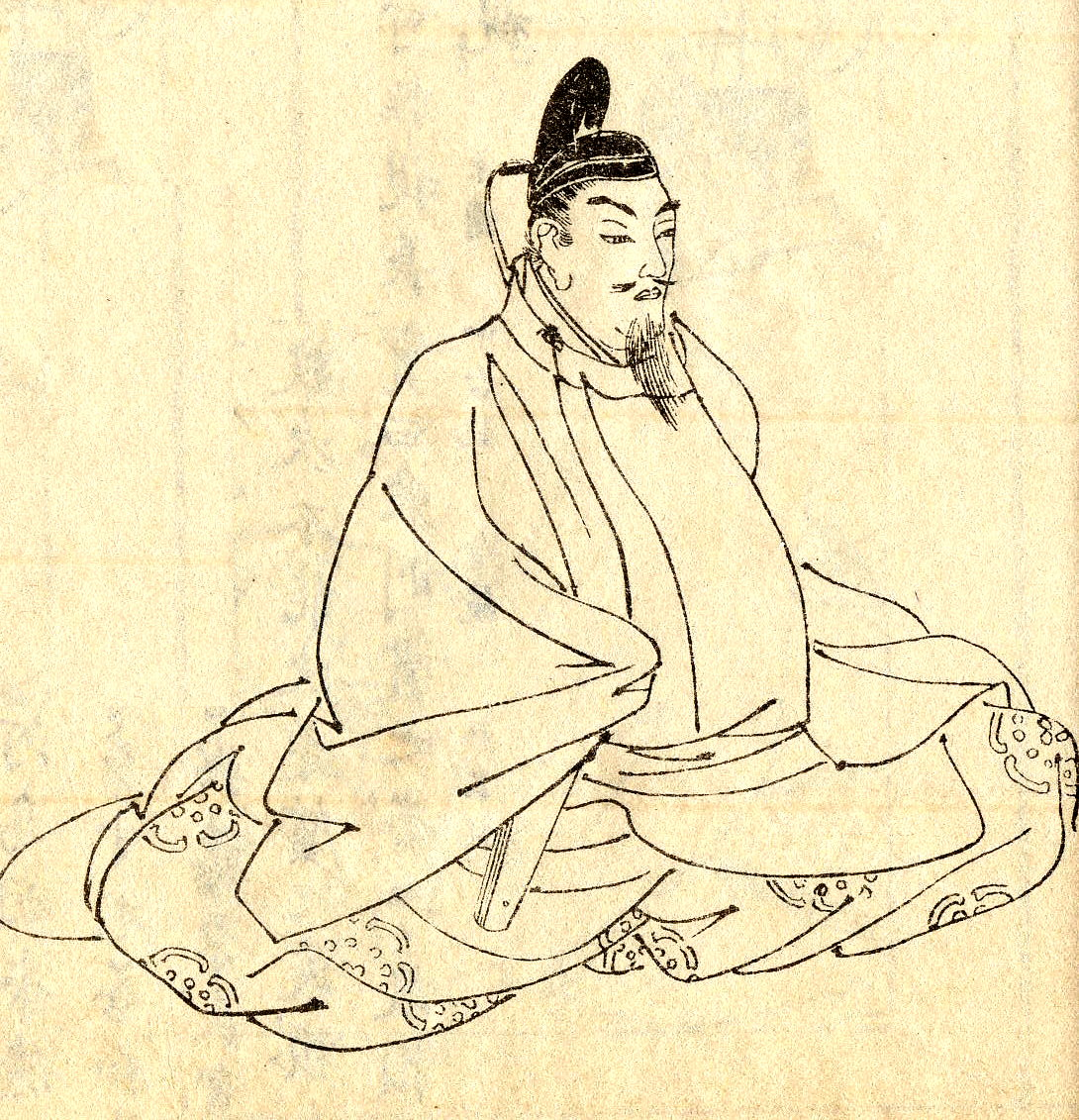
Ōno Masafusa, dessin de Kikuchi Yōsai (1788-1878).

Un autre concept courant est la métaphore du wakō dōjin, figure de style qui provient à l'origine du quatrième chapitre du Daodejing, déjà bien présent dans le bouddhisme de l'est asiatique avant l'époque de Heian et qui est au fond le même concept que le précédent : comme la lumière du bouddha ou du bodhisattva est trop lumineuse pour être arrêtée par le samsara, elle est adaptée à la structure poussiéreuse du monde de la souffrance afin de pouvoir venir en aide aux hommes. Un des premiers auteurs qui opère explicitement avec ce concept est le politicien et érudit Ōno Masafusa (vers 1041-1111 ; 大江 匡房).
Les différentes formes d'identification dans le honji-suijaku ne se limitent pas seulement aux kamis. Ainsi, dès la fin de l'époque de Nara, le légendaire prince Shōtoku est conçu comme gushin (prochain corps dans la série des renaissances) du deuxième patriarche du Tiantai zong. À l'époque de Heian, on le déclare suijaku du Dainichi Nyorai et de Kannon. Enfin, il est tenu pour être le honji simultané de l'empereur Shōmu, de Kūkai et du chef du Shugendō, le moine Shōbō (832-909).
Au honji suijaku setsu correspond aussi la tendance des décisions de la maison impériale de renforcer les sanctuaires shintō dans le cadre du culte impérial (comme cela est le cas par exemple avec le système des vingt-deux sanctuaires, régulièrement préparés aux sacrifices impériaux).
Des listes écrites sont souvent préparées sur lesquelles différentes personnes sont identifiées à des kamis, à des bouddhas et à des bodhisattvas. Celles-ci sont cependant très contradictoires et au contenu différent non seulement de temple à temple ou de sanctuaire à sanctuaire, mais aussi avec des intervalles de temps au sein d'un seul lieu de culte.

### Époque de Kamakura (1185-1333)
Dès la fin de l'époque de Heian, l'érosion du système ritsuryō, basé sur l'attribution impériale des domaines, a commencé. Parallèlement, et en particulier au cours de l'époque de Kamakura, il est remplacé de façon continue par le système des shōen. Ce sont des terres exonérées d'impôts appartenant d'abord presque exclusivement à l'aristocratie et gérées essentiellement depuis la cour impériale qui s'occupe également des temples locaux puis plus tard des grands sanctuaires.
Dans le cadre de la nécessité d'accroître la prise en compte des croyances locales, le honji suijaku augmente les listes des écrits canoniques des grands sanctuaires. Cette évolution trouve son expression la plus appropriée dans l'art bouddhique (par exemple dans les mandalas du Kasuga-taisha ou du Kumano-jinja).

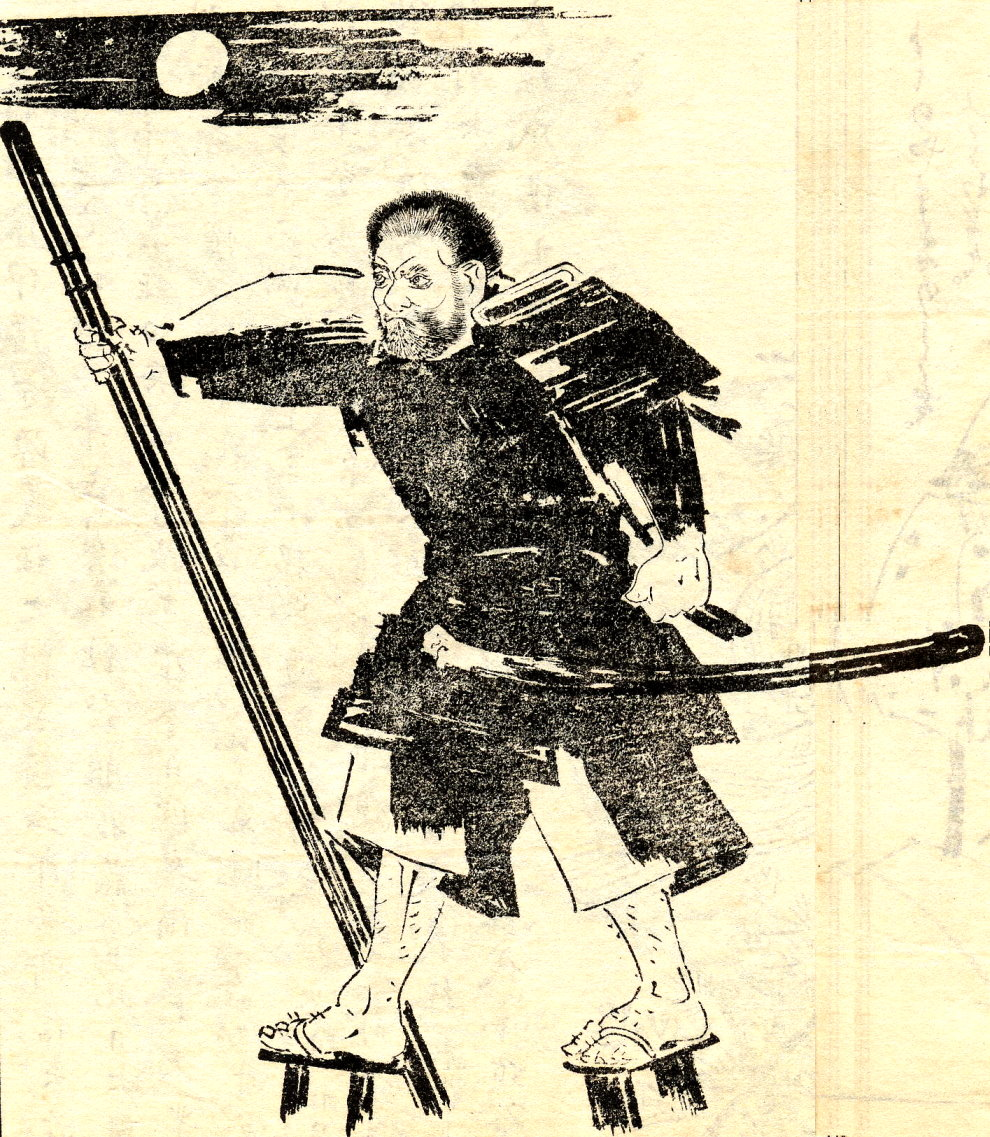
Le moine-guerrier Musashibō Benkei, dessin de Kikuchi Yosai (1788-1878).

Les shōen sont engagés dans une intense concurrence les uns avec les autres pour les terres mais également pour maintenir l'ordre interne. À cet effet se créent des armées privées et apparaît ainsi la nouvelle classe des guerriers laïques (bushi), qui finalement, sous la forme des daimyos et des shoguns, accèdera au pouvoir réel sur le Japon. Les écoles bouddhistes et leurs temples ont leurs propres armées pour se défendre des shōen : les moines-guerriers (sōhei), qui peuvent être très dangereux pour les dirigeants laïques. Dans le chaos politique de cette époque, le concept (connu depuis l'époque de Nara) de l'âge de la dégénérescence des dharmas (mappō shisō) est populaire.
Dans le Japon de l'époque de Kamakura se créent de nouvelles et puissantes écoles bouddhistes, qui, pour propager leurs doctrines à la place de l'ancienne noblesse (laquelle a largement perdu le pouvoir réel), s'adressent à présent, à une échelle jusqu'alors inconnue, à toute la population : les écoles de la Terre pure (Jōdo-shū et Jōdo-Shinshū), les différentes sectes du zen japonais (principalement le Rinzai-shū et le Sōtō-shū) et les fondamentalistes du Lotus de Nichiren et de ses disciples.
Toutes ces écoles acceptent en grande partie les kamis, même si les adeptes de la Terre pure ont plutôt tendance à ne pas faire d'identifications (mais grâce à la notion de l'infinie miséricorde d'Amida, il n'existe pas pour eux d'antagonisme fondamental entre les kamis et les bouddhas). Les kamis revêtent une importance particulière dans cette période des deux invasions mongoles du Japon, dont l'échec causé par les typhons est rétrospectivement attribué au kami dieu des vents. C'est ainsi que le concept du « Japon pays des dieux » (神国, shinkoku) acquiert une énorme valeur. L'expression shinkoku sert à maintes reprises — en particulier par les bouddhistes du Nichiren — à critiquer des situations et des décisions politiques, mises en relation avec les divinités locales qui se sont éloignées du sillage du Japon en raison de l'ignorance dans laquelle se trouvent les dirigeants laïques des « vrais » enseignements religieux, ce qui correspond également à la dégénérescence du dharma.
La systématisation la plus complète du shinbutsu-shūgō  a lieu au cours de l'époque de Kamakura, d'abord par les écoles Tendai et Shingon. Leurs enseignements sont connus à ce moment sous les noms sannō-shintō (Tendai) et ryōbu-shintō (Shingon).

### Époque de Muromachi (1333-1568) et époque Azuchi Momoyama (1568-1603)
L'époque de Muromachi est encore plus profondément marquée par les guerres infra-japonaises que l'époque de Kamakura. Finalement, le shogunat Ashikaga perd son pouvoir à l'issue de la guerre d'Ōnin (1467-1477) et le vieil ordre féodal est complètement détruit. Cela marque le début de l'époque des royaumes combattants qui montre de façon extrême le caractère socialement explosif des groupes religieux. C'est ainsi qu'une révolte appelée Ikkō-ikki (vers 1487-1580) composée de paysans, de disciples du bouddhisme de la Terre pure du Jōdo-Shinshū et de samouraï locaux prend le contrôle de la province de Kaga, tandis que des conflits similaires éclatent contre les daimyos des provinces d'Echizen, d'Etchū et de Noto. En réaction à la rébellion Ikko-ikki, à Kyoto des partisans armés du bouddhisme de Nichiren se joignent à des milices de commerçants locaux dans ce qui s'appelle la rébellion du Lotus (Hokke-ikki, 1532-1536). Les deux mouvements sont finalement écrasés de façon extrêmement brutale. C'est à cette époque qu'a lieu l'arrivée du christianisme au Japon, d'abord toléré, en particulier en raison des bons contacts avec les Portugais et les Espagnols (auprès desquels les daimyos de l'époque du commerce Nanban se fournissent en armes à feu pour leurs armées), mais qui, depuis l'interdiction de cette foi par Toyotomi Hideyoshi au temps de l'unificateur des Trois Royaumes est de plus en plus victime de répressions.
À l'époque de Muromachi ont lieu les premières tentatives pour interpréter le Shinbutsu-Shūgō du point de vue des kamis et de tenir les kamis comme les bouddhas pour fondamentalement équivalents (Watarai shintō), ou de concevoir le shintō comme un système indépendant du bouddhisme (Yoshida shintō).

### Époque d'Edo (1603-1868)
Après une longue période, le shogunat Tokugawa parvient à assurer la paix intérieure au Japon et inaugure ainsi l'époque d'Edo. En réponse aux expériences des époques de Kamakura et de Muromachi, une attention particulière est mise sur le contrôle strict des activités religieuses politiques afin d’empêcher toute émeute sectaire dès le départ. Après la rébellion de Shimabara, les chrétiens sont brutalement persécutés et exécutés (ce qui est aussi le sort des amidistes — disciples de la Terre pure — et des adeptes du Nichiren). Quelques années après la rébellion de Shimabara, le Japon est complètement isolé du monde.
Dans le même temps, la majorité des écoles bouddhistes modérées sont incluses dans ce qui est appelé le « système de confirmation des temples » (寺請制度, terauke seido) : les familles doivent se faire enregistrer par écrit auprès des temples de leur voisinage reconnus par l'État, et leur véritable foi est éprouvée au moyen du fumi-e. Les certificats ainsi délivrés jouent finalement le rôle de preuve d'identité (comparable à une carte d'identité, mais relative à toute la famille). Dans le Japon très bureaucratisé des Tokugawa, le bouddhisme acquiert ainsi une place presque entièrement institutionnalisée et son entrée dans les gouvernements locaux n'apporte que peu de nouveautés (par exemple dans le zen sous la forme du Ōbaku-shū et du Fuke-shū). 
Cette stagnation intérieure ne manque pas d'avoir des conséquences sur le développement du shinbutsu-shūgō de l'époque d'Edo. Les nouvelles approches sont alors rares et par conséquent historiquement sans véritable portée. Ce sont par exemple le Reisō shintō (fin du XVIIe, début du XVIIIe) du moine Ōbaku Chōon Dō kai (1628-1695) ou le moine Tendai Jōin (1683-1739) et le Unden shintō (XVIIIe siècle).

#### Néoconfucianisme

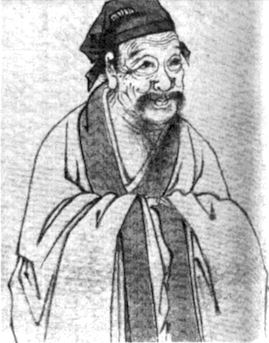
Zhu Xi (1130-1200), modèle central du Shushigaku.

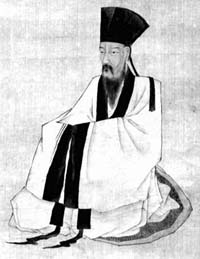
Wang Yangming (1472-1529), modèle central du Yōmeigaku.

Ainsi, le développement intellectuel du Japon de l'époque d'Edo est-il déterminé principalement par une innovation extérieure au bouddhisme : l'introduction du néoconfucianisme chinois par des moines zen. Grâce à l'étude renouvelée du confucianisme apparaissent plusieurs écoles d'un shintoïsme imprégné de confucianisme, ce qu'on appelle le Juka Shintō (儒家神道). Deux courants doivent être distingués ici : le shintō d'interprétation simplement confucianiste d'un côté (auquel appartiennent par exemple Yamaga Sokō, Nakae Tōju, Kumazawa Banzan, Kaibara Ekken, Miwa Shissai comme les représentants de l'école d'historiographie Mitogaku) et de l'autre, des enseignements représentant une unité fondamentale ou l'identité des croyances shintoïstes et confucéennes et qui développent également leurs propres enseignements (à ces écoles appartiennent par exemple Hayashi Razan qui développe le Ritō-Shinchi shintō ; Watarai Nobuyoshi (Deguchi Nobuyoshi), représentant du shintō Watarai ; Yoshikawa Koretari, fondateur du Yoshikawa shintō ainsi que Yamazaki Ansai, fondateur du Suika shintō).
Ces deux courants sont extrêmement critiques à l'égard du bouddhisme et le condamnent, en particulier sur la base des catégories confucéennes « publiques » (公, kō) et « privé » (私, shi). Dans l'éthique de la philosophie politique du confucianisme, seul possède une valeur positive ce qui sert le bien commun. Cela entraîne généralement comme conséquence une adhésion aux institutions publiques et aussi le mépris ou le rejet du privé, potentiellement préjudiciable aux intérêts publics de protection sociale. Le bouddhisme, selon ces critiques en général, distingue mal ces deux catégories et consiste essentiellement en une doctrine secrète ésotérique, dont les principes seraient conférés uniquement de maître à élève (ce qui est donc en fait une affaire privée). D'autres, tel que Yamazaki Ansai formulent leurs critiques du bouddhisme sur des fondements clairement théologiques : le refus d'une foi solide dans le bouddhisme conduit aussi à un déni de l'âme de la religion japonaise. Le shintoïsme est l'ultime principe harmonique du Ciel et de la Terre, et le yin yang serait compromis par le dharma bouddhiste.
Issue des grands écoles néoconfucéennes qui se développaient aux XVe et XVIe siècles, le shushigaku (朱子学), basée sur l'enseignement de Zhu Xi, et le yōmeigaku (陽明学)), basée sur l'enseignement de Wang Yangming, apparaît finalement au XVIIIe siècle une nouvelle école, le kogaku (古学, approximativement « la doctrine des anciens »). Elle se fixe pour objectif de développer de nouvelles philosophies sociales et politiques à partir de l'étude approfondie aux sources des vieux classiques du confucianisme. Cette école et quelques prêtres shintoïstes développent finalement le kokugaku (« l'école du pays »). Celui-ci se consacre aux classiques japonais (principalement le Kojiki et le Nihonshoki) et fonde sur de semblables études philologiques, le « pur » shintō, qui — selon l'idéal du yoshida-shintō — ne doit plus rien avoir à voir avec le bouddhisme ni avec d'autres doctrines (telles que le confucianisme et le taoïsme). Au centre de cet enseignement d'origine manifestement shintō se fait jour le concept du culte de l'empereur (tennōisme).
Bien que les néoconfucianistes shintō du shogunat Tokugawa ne puissent s'imposer comme porteurs d'une idéologie d'État, ils reçoivent quelques soutiens de la part de dirigeants séculaires, ainsi par exemple de Hoshina Masayuki (1611-1672), daimyō d'Aizu et régent du shōgun Ietsuna, et de Tokugawa Mitsukuni (1628-1700), daimyō du domaine de Mito et protecteur de l'école Mito. Le soutien féodal au shintō s'exprime également par le fait que dans chaque domaine contrôlé par les daimyos, l'autorité du système de confirmation des temples est transférée aux sanctuaires shintō locaux. Le système préfère garder sous contrôle les écoles bouddhistes que Nobunaga Oda avait militairement péniblement défaits.

### Ère Meiji (1868-1912)

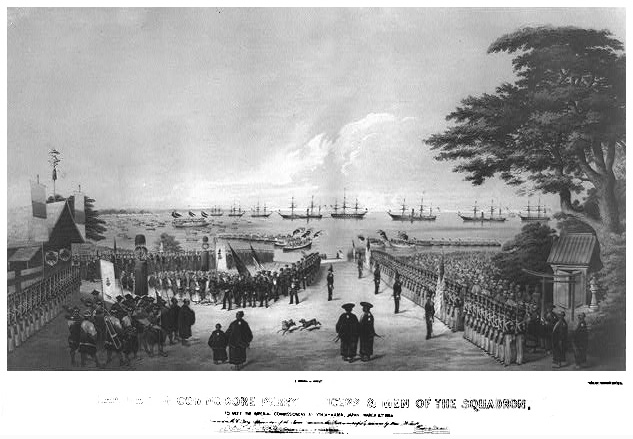
Arrivée du commodore Matthew Perry avec les officiers et les soldats de son escadron à Yokohama, le 14 juillet 1853, dans le but de rencontrer les émissaires impériaux.

L'ouverture des ports japonais aux puissances occidentales par les navires noirs en 1853 signifie la fin progressive du shogunat Tokugawa. Les conditions sociales et politiques du Japon à ce moment-là sont déterminées par la conviction de ne pas rivaliser avec l'ordre féodal existant avec les États-Unis et l'Europe à cause de la menace d'occupation du Japon par les puissances coloniales, comme cela est déjà le cas dans les pays d'Asie voisins (Chine, Inde, etc.). Pour mettre en œuvre l'expulsion des barbares, comme l'exigent les tenants du courant nationaliste du Sonnō jōi, une modernisation radicale du Japon est maintenant impérative. Leurs représentants affirment dans leur très grande majorité qu'il est essentiel que soient préservés les valeurs japonaises et le culte du Tennō.
La guerre de Boshin (1868-1869) entraîne la fin du shogunat, le début de la restauration de Meiji et l'ère Meiji est ainsi basée sur la réinstallation de l'empereur à la tête de l'État japonais. Dans le même temps, ce qu'on appelle restauration shintō (shintō fukko) est politiquement fondé sur la base théorique du kokugaku. Dans le cadre des lois et décrets du shinbutsu bunri est mise en œuvre dans tout le Japon la séparation complète des croyances indigènes et du bouddhisme, jusqu'alors intimement mêlés. Le « pur » shintō ainsi appliqué dans les faits amène finalement à l'établissement concret du shintoïsme d'État comme unité du culte et de l’État, de la religion et du gouvernement.
Bien qu'à la fin de la Seconde Guerre mondiale le bouddhisme ne soit pas complètement supprimé du Japon et qu'il soit même temporairement intégré dans le shintoïsme d'État (pour la propagation du grand enseignement [Taikyō] auprès du peuple), et que quelques représentants du bouddhisme japonais (surtout des écoles zen et Nichiren) opèrent une promotion active de l'idéologie de l'État, la séparation effectuée à la fin du XIXe siècle entre le shintoïsme et le bouddhisme est si radicale que ses effets se poursuivent jusqu'à nos jours et continuent de façonner le concept du shintoïsme comme religion nationale du Japon.

## Écoles syncrétiques du shinto

### Le shintō Shingon

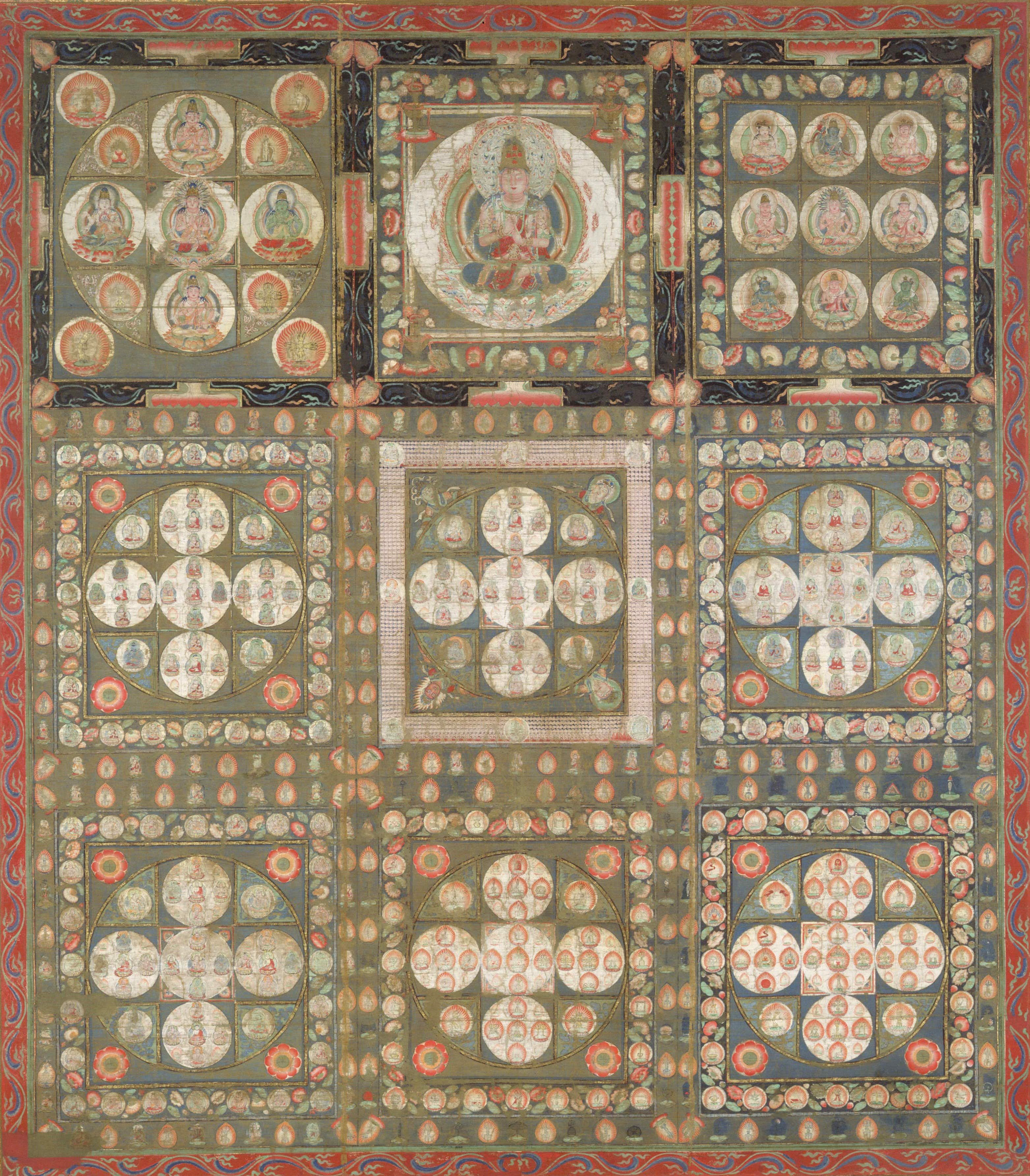
Mandala Kongōkai.

Le shinto shingon (真言神道), également appelé shintō Ryōbu (両部神道), généralement connu sous le nom « shintō des deux parties [du Ise-jingū] » (cette appellation remonte à Yoshida Kanetomo, fondateur du shintō Yoshida, voir ci-dessous) se développe beaucoup plus que le shintō Tendai. Néanmoins, l'essentiel de son contenu, en particulier dans sa phase initiale de la fin de l'époque de Heian au milieu de l'époque de Kamakura, s'adosse plutôt sur l'enseignement du Tendai que sur celui du Shingon. De plus, des interactions avec le shintō watarai sont à l’œuvre.
Il se distingue par une volonté radicale d'identification de tous les kamis avec Amaterasu et Dainichi.
Au centre de sa théologie se trouvent l'intérieur et l'extérieur du sanctuaire Ise-jingū, identifiés avec les deux mondes du bouddhisme Shingon : la matrice du monde (胎蔵界, Taizōkai) avec le sanctuaire intérieur (内宮, Naikū) et le monde de Vajra (金剛界, Kongōkai) avec le sanctuaire extérieur (外宮, Gekū). Les divinités de l'intérieur et de l'extérieur du sanctuaire sont en conséquence identifiées avec les deux mondes de Dainichi : Amaterasu, qui est vénérée dans le sanctuaire intérieur, avec le Dainichi Nyorai du monde de la matrice et Toyouke-Ōmikami, vénérée dans le sanctuaire extérieur, avec le Dainichi du monde de Vajra. Les deux parties se comportent l'une envers l’autre comme dans le « mandala des deux royaumes » (両界曼荼羅, Ryōkai mandara) et le « mandala des deux parties » (両部曼荼羅, Ryōbu mandara). La principale source écrite de cette théorie est le Tenchi Reiki-ki.
Dans la phase tardive du shintō Ryōbu (fin de l'époque de Kamakura jusqu'à l'époque Nanboku-chō) apparaissent en son sein deux remarquables écoles qui développent leur enseignement indépendamment du Ise-jingū et qui sont représentées dans les arts visuels et du spectacle du Japon médiéval :
- le shintō Miwa (ou shintō du Miwa-ryū) a son centre dans les deux jingū-ji (sanctuaires) Ōmiwa, le Ōmiwa-dera (également appelé Ōgorin-ji, qui tient son nom du mont Miwa dans la province de Yamato, considéré comme le corps divin du Ōmiwa-dera) et le Byōdō-ji, dont le bâtisseur Kyōen (1140-1223, aussi Keien) passe pour le fondateur de l'école, tandis que certains chercheurs en attribuent la véritable fondation à Eison (1203-1290). Le système atteint sa perfection avec Jitsukyō, étudiant de Jitsugen (1180-1249). L'un des écrits majeurs en est le Miwa daimyōjin engi de 1318. La plupart des détails sur les activités de cette école sont cependant obscurs car l'essentiel des sources disponibles à leur sujet proviennent de l'époque d'Edo ;
- le shintō Goryū (également Ninnaji, d'après le temple Ninna-ji à Kyoto, où se trouve son siège. Cette école se réfère particulièrement au culte impérial et à Kukai, fondateur du Shingon shū.

Le shintō Ryōbu reste très populaire au cours de l'époque d'Edo et connaît même une renaissance grâce au shinto Unden (雲伝神道) du moine Shingon Jiun Onkō (1718-1804 ; 慈雲飲光), et trouve sa place dans la vive critique du confucianisme et de ce qui s'appelle le shintō Fukko du Kokugaku. Mais finalement, il n'est pas partie prenante des décisions politiques fondamentales prises dans le cadre du shinbutsu bunri.

### shintō tendai
Le shinto tendai (天台神道), généralement connu sous le nom « shintō sannō-ichijitsu » (山王一実神道, lit. « shintō de Sannō et de la seule réalité »), en relation avec le dieu de la montagne Sannō du Hieizan — également identifié à Amaterasu — ou « shinto Hie » (日吉神道, hie, 日吉) étant généralement le nom des sanctuaires pour Sannō) a pour centre de son développement le Enryaku-ji et son chinjusha, le Hiyoshi-taisha. Ce courant du shintoïsme émerge à la fin de l'époque de Kamakura ou au cours de l'époque Nanboku-chō du culte de la montagne (à partir de ce qui est initialement des kamis) du mont Hiei et des shōen voisins du Tendai-shū, dont les paysans s'accrochent encore en majorité aux anciennes croyances. Un éminent représentant en est Gyōen († 1047). Le perfectionnement du système du shintō Tendai au cours de l'époque d'Edo est habituellement attribué à Nankōbō Tenkai (1536-1643). Le Nikkō Tōshō-gū représente un exemple notable et moderne du shintō Tandai.

### shintō Watarai

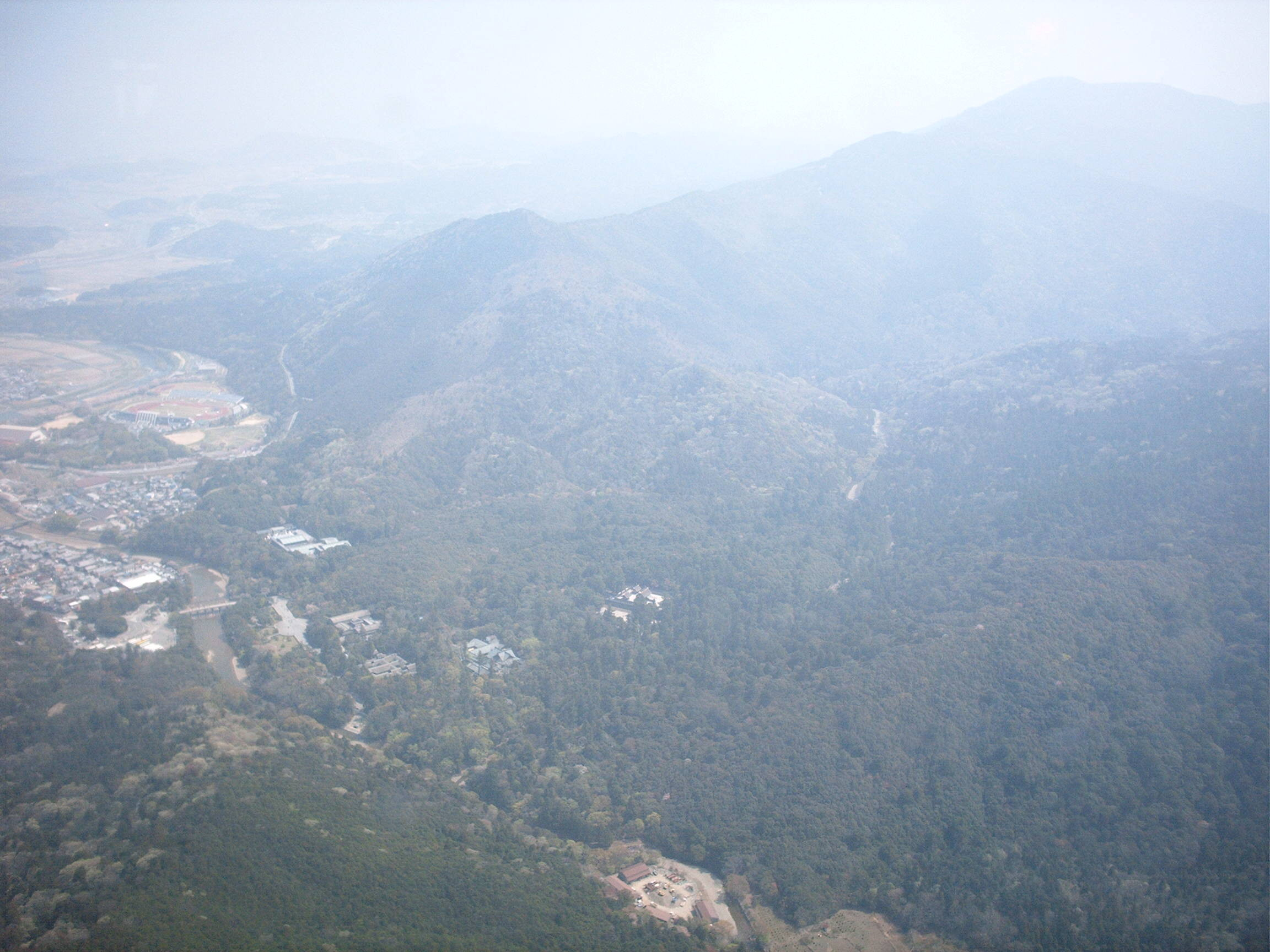
Emplacement du sanctuaire intérieur (Naikū).

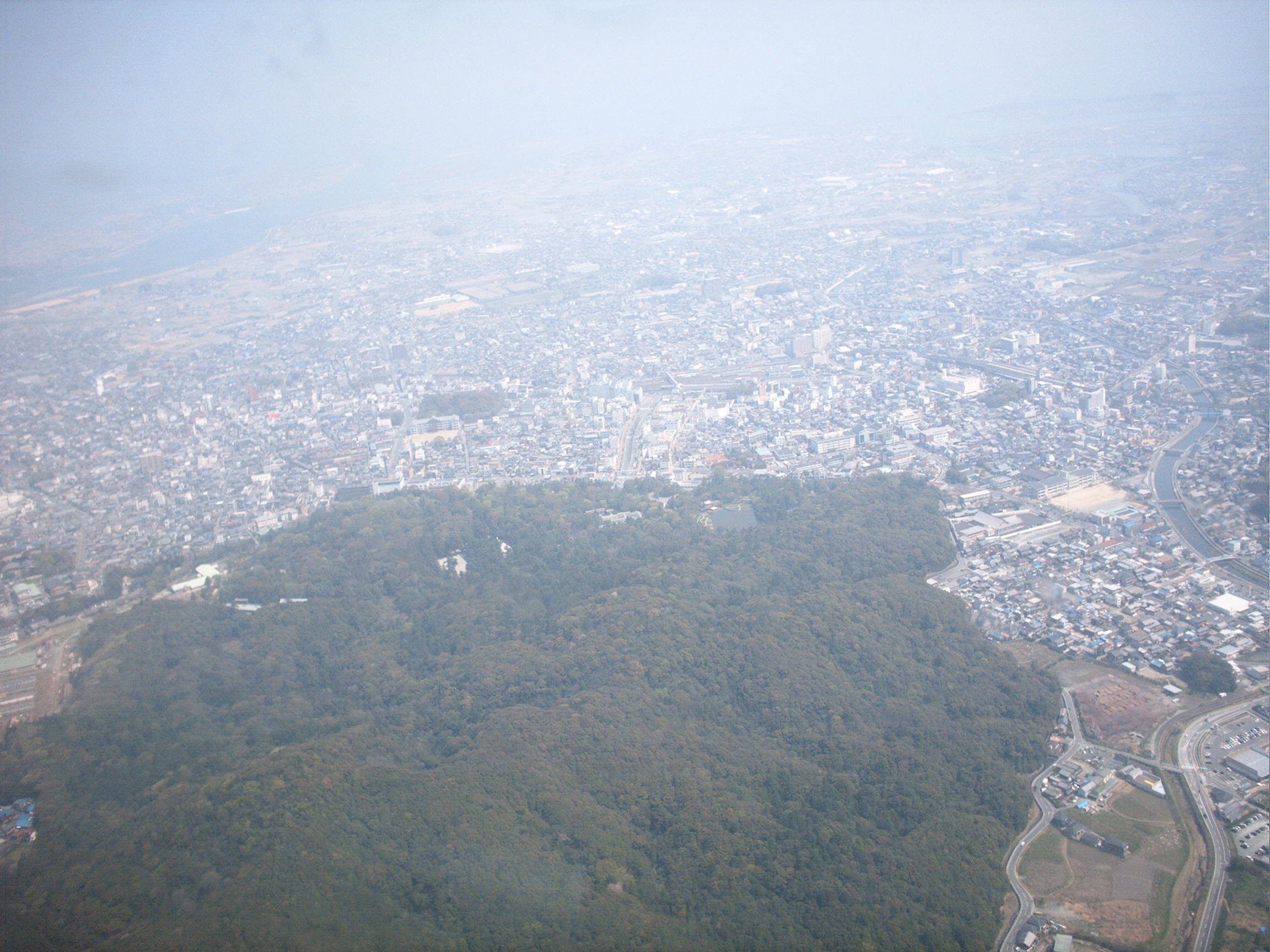
Emplacement du sanctuaire extérieur (Gekū).

Le shinto Watarai (度会神道) ou shinto Ise (伊勢神道) ou encore shinto Gekū (外宮神道) est développé par la famille sacerdotale Watarai, responsable du sanctuaire extérieur d'Ise-jingū de la fin de l'époque de Kamakura au début de l'époque de Muromachi, pour rehausser la divinité du sanctuaire extérieur, jusqu'alors appelée « Saijin », par rapport à la divinité du sanctuaire intérieur, Amaterasu (considérée pendant des siècles comme l'ancêtre de la famille impériale), sous la forme de deux sanctuaires assimilés à une lumière (nikū ikkō).
De nombreux moines bouddhistes, en particulier du Shingon-shū se joignent à ce projet, dans sa première phase de développement. Plus tard, au cours de l'époque d'Edo, s'ajoutent des éléments confucéens (tels que la pureté et la sincérité) et des éléments cosmologiques de la doctrine du yin et yang.

### shintō Yoshida

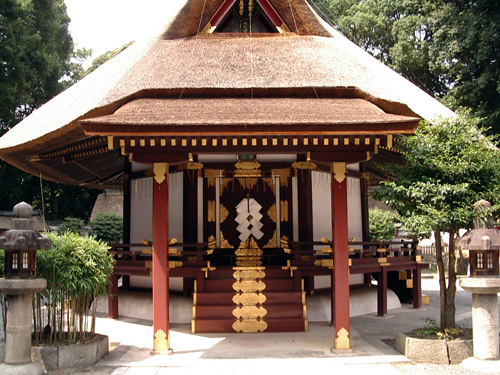
Le Taigen-kyū, sanctuaire principal du shintō Yoshida au Yoshida-jinja.

Le shintō Yoshida ou shintō Urabe aussi appelé (Yuiitsu-shintō) est développé par Yoshida Kanetomo (1435-1511) à la fin du XVe siècle ou au début du XVIe siècle sur la base du shintō Watarai. Bien que loué par ce dernier comme pur et non mélangé d'éléments des « trois enseignements, » le shintō Yoshida cependant emprunte des éléments importants du mikkyō et du shintō Ryōbu, ainsi que du onmyōdō et du taoïsme. Le shintō Yoshida est cependant la première création d'un système religieux qui se revendique explicitement de l'appellation « shinto » et contrairement à toutes les autres doctrines, pose les bases de la conception ultérieure radicalisée de l'émancipation de la religion shintō comme entièrement indépendante.
L'influence du shintō Yoshida se développe jusqu'à l'aube de la modernité, fortement favorisée par la maison impériale et la négligence des zones rurales par les écoles bouddhistes établies. Cependant, avec l'émergence de nouvelles écoles de shintō et la renaissance du confucianisme japonais aux XVIIe et XVIIIe siècles, il perd de plus en plus de terrain et se retrouve beaucoup plus exposé au reproche de syncrétisme. Son contrôle des (petits) sanctuaires du pays lui est finalement retiré par la loi à l'époque Meiji.

### shintō Hokke
La doctrine centrale du shintō Hokke (法華神道) aussi appelé (Fukko shintō), emprunte à la branche Sanmon du shintō Tendai le concept de sanjūbanshin (三十番神) : selon le déroulement de la cérémonie, les trente kamis, divinités protectrices du Sūtra du Lotus, accordent leurs protections au Japon face au véritable Dharma ou au contraire l'abandonnent à son sort, tout en participant à sa chute. L'un des premiers partisans de cette doctrine aurait été Nichizō (1269-1342), élève de Nichiren.
Bien que Nichiren et son école ainsi que beaucoup de ses élèves et de leurs écoles (particulièrement le Nakayamamon-ryū et le Nichizōmon-ryû) travaillent dès leurs origines de manière intensive à intégrer dans leurs enseignements les kamis comme dieux du Japon, ce n'est qu'à la fin de l'époque de Muromachi et au début de l'époque d'Edo qu'est systématisé le syncrétisme sous-jacent du shintō Hokke, quand il est fortement influencé par le shintō Yoshida. Tant en raison de l'apparition précoce de dissensions internes au sein du bouddhisme de Nichiren qu'en raison de la puissance sur l'enseignement d'autres branches du shinto, le shintō Hokke n'a jamais été aussi populaire que ses prédécesseurs et concurrents.

## Le bouddhisme et le shintō après l'ordre de séparation
En 1868, avec le shinbutsu bunri (la tentative de séparer le culte des kamis et le bouddhisme), temples et sanctuaires sont légalement séparés par l'ordre de séparation des kamis et du bouddhisme (神仏判然令, shinbutsu hanzenrei). 
Cependant, en dépit de plus d'un siècle de séparation formelle des deux religions, temples ou sanctuaires qui ne les séparent pas sont encore monnaie courante, comme le prouve par exemple l'existence d'importants Inari-jinja bouddhistes. Parce que pendant l'ère Meiji, pour aider à la propagation du shinto, les « sanctuaires-temples » sont détruits tandis que les « temples-sanctuaires » sont tolérés, les premiers sont rares (un exemple encore existant est le Seiganto-ji), mais les seconds sont communs et la plupart des temples en possèdent encore au moins un petit. Les importantes institutions religieuses des deux camps témoignent encore de l'intégration des deux religions. Le grand Kenchō-ji, premier des grands temples zen de Kamakura (les Kamakura Gozan) comprend deux sanctuaires. L'une des îles du côté droit de l'étang du Tsurugaoka Hachiman-gū à Kamakura abrite un sous-sanctuaire dédié à la déesse Benzaiten, une divinité bouddhiste. Pour cette raison, le sous-sanctuaire supprimé en 1868 à l'époque du shinbutsu bunri est reconstruit en 1956. Le shintō et le bouddhisme entretiennent encore une relation symbiotique d'interdépendance, en particulier en ce qui concerne les rites funéraires (confiés au bouddhisme) et les mariages japonais (généralement laissés au shintō ou parfois au christianisme). La séparation des deux religions doit donc être considérée comme superficielle, et le shinbutsu shūgō une pratique encore acceptée.
Pourtant, la séparation des deux religions est ressentie comme réelle par le public. L'universitaire Karen Smyers écrit :
« La surprise de beaucoup de mes informateurs concernant l'existence de temples bouddhistes Inari montre le succès de la tentative du gouvernement de créer des catégories conceptuelles distinctes concernant les sites et les identités de certains, bien que la pratique reste multiple et non exclusive. »

## Source de la traduction
- (de)/(en) Cet article est partiellement ou en totalité issu des articles intitulés en allemand « Shinbutsu-Shūgō » (voir la liste des auteurs) et en anglais « Shinbutsu-shūgō » (voir la liste des auteurs).